# Pauwkalkoen
De pauwkalkoen (Meleagris ocellata) is een kalkoenensoort uit Yucatán, in Midden-Amerika. 

## Kenmerken
Deze vogel heeft een donker verenkleed met een groene of koperen glans. De vleugels en de staart bevatten gele of witte vlekken. De vogel heeft een kale kop en een hals met een blauwe huid.

## Leefwijze
De pauwkalkoen is in hoofdzaak een grondbewoner, maar ze rusten en slapen op een hoger gelegen tak. 

## Voortplanting
Er worden 8 tot 12 grote, lichte eieren met roodbruine stippen gelegd, die na 28 dagen broeden uitkomen. Volwassen dieren kunnen tot ongeveer 5 kilo zwaar worden.

## Verspreiding en leefgebied
Deze soort komt voor in zuidoostelijk Mexico, Belize en Guatemala in open boslanden.